# Ramón Gaya

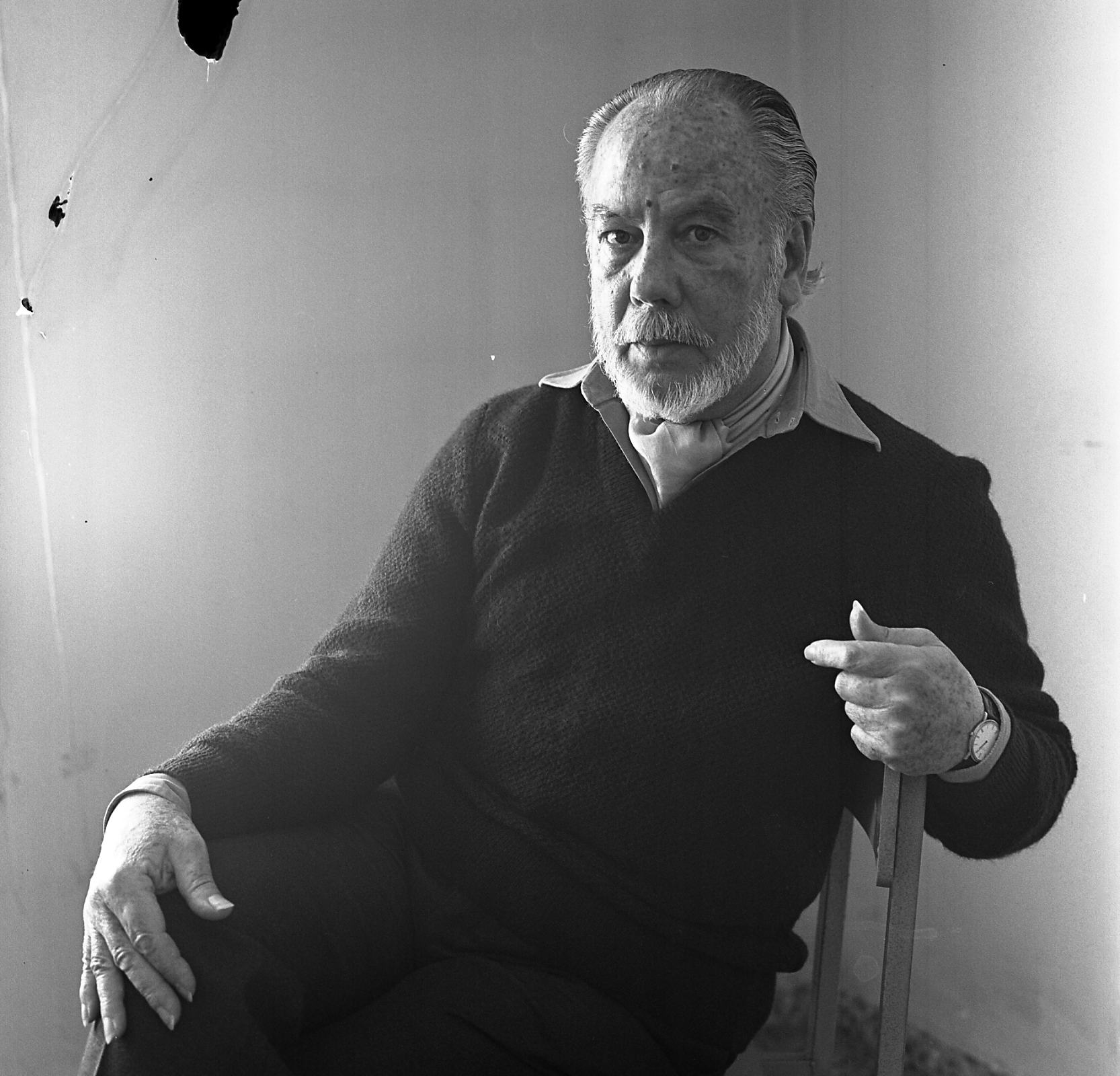
Ramón Gaya 1979

Ramón Gaya (* 10. Oktober 1910 in Huerto del Conde, Murcia; † 15. Oktober 2005 in Valencia) war ein spanischer Maler.

## Leben
Ramón Gaya war in seinen ersten Künstlerjahren ein Anhänger des Kubismus, gefördert von seinem Vater, der Lithograf war und von seinem engen Freund, Pablo Picasso. Bereits mit 17 Jahren hatte Gaya seine erste große Ausstellung in Paris.
Seine späteren Werke wurden beeinflusst von den alten Meistern wie Velázquez, Tizian und Vincent van Gogh.
Nach dem Bürgerkrieg 1936–1939 ging er ins Exil nach Frankreich und gelangte mit der  Sinaia  nach Mexiko. 1956 kehrte er nach Europa zurück und ließ sich in Italien nieder. In den 1970er Jahren kehrte er nach Spanien zurück.
In seiner Heimatstadt Murcia im Südosten Spaniens wurde 1990 das Museo Ramón Gaya de Murcia eingerichtet, für das der Maler über hundert seiner Werke zur Verfügung stellte.
Gaya war auch schriftstellerisch tätig mit Dichtung und Werken über Kunst. Im Laufe seines 95-jährigen Lebens erhielt er zahlreiche Auszeichnungen, unter anderem 1997 den Premio de Artes Plásticas und 2002 den Premio Velázquez de las Artes. 1999 erhielt er die Ehrendoktorwürde der Universität Murcia.
Gaya galt als einer der letzten traditionellen Maler Spaniens und gehörte zu den letzten überlebenden Vertretern der Generation von 1927.